# Silvio Celeghin
Silvio Celeghin, né à Noale (Venise), est un pianiste, claveciniste, organiste et professeur de musique classique italien contemporain.

## Biographie
Silvio Celeghin, né à Noale (Venise), effectue sa formation musicale aux conservatoires de Padoue et de Castelfranco Veneto (Italie), d’où il sort diplômé, puis se perfectionne pour le piano avec Virginio Pavarana et pour l’orgue avec Jean Guillou et Francesco Finotti.
Il remporte le 3e prix du concours national de piano de Albenga (Savone), il est lauréat du concours national d’orgue de Noale et du concours d’orgue international Johann Jakob Froberger 1995 (3e prix) de Kaltern (Bolzano) .
Il se produit en Italie, France, Suisse, Autriche, Angleterre, Croatie, Suède, Turquie, Espagne, Hongrie, Pologne, Mexique, Finlande, Allemagne, Russie, Brésil. Durant l’été 1995, il joue au festival international de Saint-Maximin-la-Sainte-Baume, sur l’orgue historique Jean-Esprit Isnard à quatre claviers de 1772. Il joue également au festival international d’orgue Settembre Organistico de Strasbourg sur les orgues Silbermann de Marmoutier et Cavaillé-Col de Nancy et au festival de l’Alpe d'Huez ainsi qu'à Paris (Notre-Dame et Saint-Eustache).
Silvio Celeghin est professeur titulaire au conservatoire Benedetto Marcello de Venise ainsi que directeur artistique du festival international Marzo Organistico de sa ville natale Noale.

## Discographie
Silvio Celeghin a un répertoire varié et il a enregistré notamment sept disques à l'orgue.
- L'orgue Barbini-Aletti de l'église San Martino de Vigo di Cadore : Niccolò Moretti (it), Giovanni Morandi (it), Davide da Bergamo, Pergolesi, Scarlatti, Galuppi, Bach (2000, La Bottega Discantica)
- Dalla Vecchia, Opera omnia per organo (2004, La Bottega Discantica) (OCLC 976435729)
- Vivaldi, Concertos pour orgue RV 541, 542, 584 - Margherita Gianola et Silvio Celeghin, orgues de la basilique Santa Maria Gloriosa dei Frari de Venise ; Accademia di San Rocco, dir. Francesco Fanna (15-18 octobre 2012, Stradivarius / Amadeus no 279) (OCLC 876122122)
- Verdi, Sinfonie per organo a quattro mani - Silvio Celeghin et Federica Iannella, orgue de la basilique Santa Maria di Campagna de Plaisance (juillet 2013, Tactus) (OCLC 871534391)